# Grossaktion

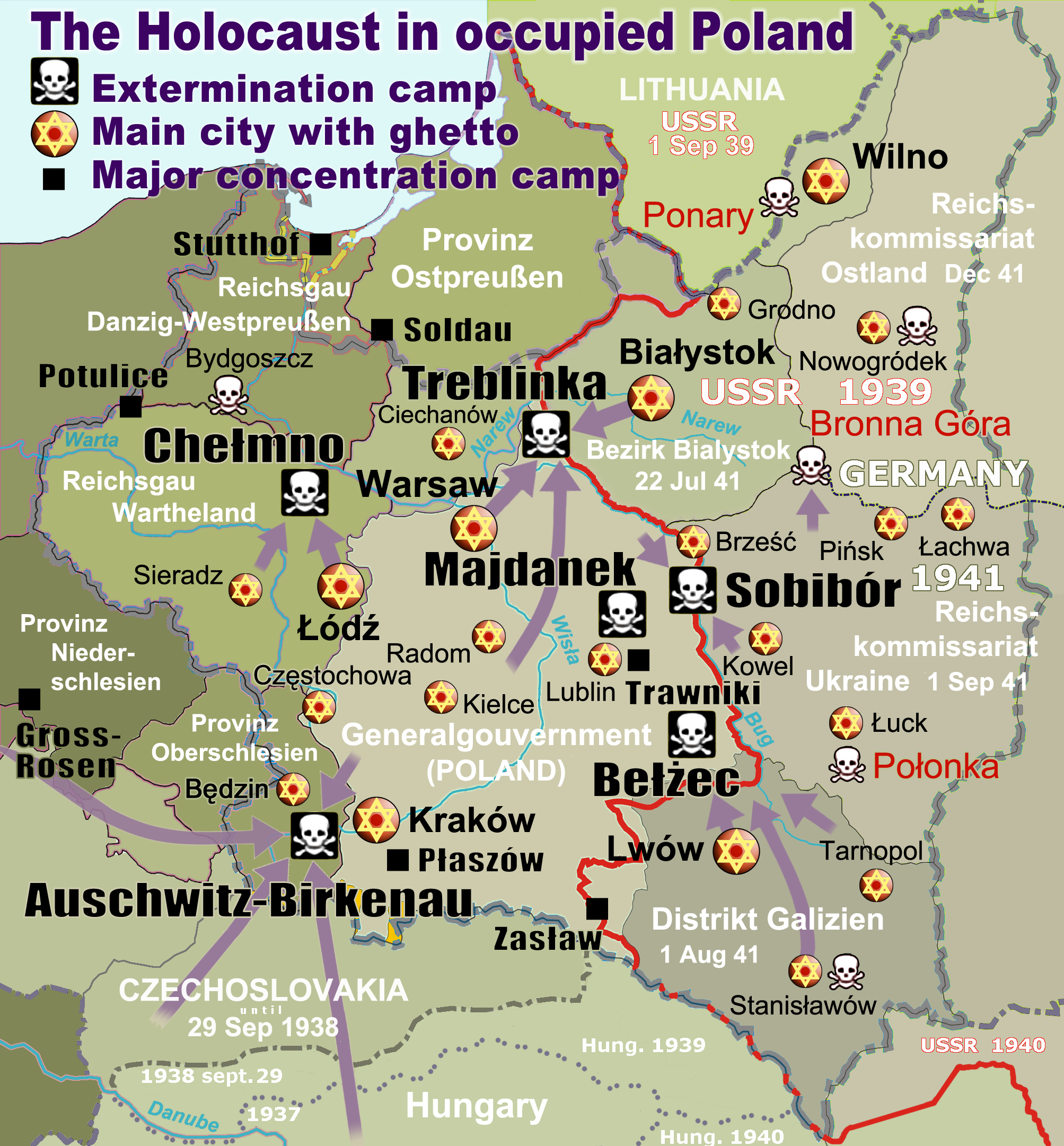
Localización de Treblinka y los principales campos de concentración y de exterminio

La Gross Aktion fue una operación secreta durante la Alemania Nazi para exterminar en masa a la población judía del Gueto de Varsovia. Durante la Grossaktion, los judíos fueron cercados y llevados hasta la estación Umschlagplatz con destino a Treblinka con el pretexto de ser "reubicados" en el este.
Las mayores ejecuciones de judíos tuvieron lugar durante el periodo de las festividades judías de Tisha B'Av (23 de julio) y Yom Kippur (21 de septiembre). Dichos asesinatos se planificaron durante semanas a 80 km de Varsovia, Gobierno General para la solución final.
Treblinka fue equipada con cámaras de gas en las duchas.
Las acciones fueron supervisadas por el SS-Brigadeführer Odilo Globocnik como parte de la campaña del holocausto en la Polonia Ocupada.

## Historia

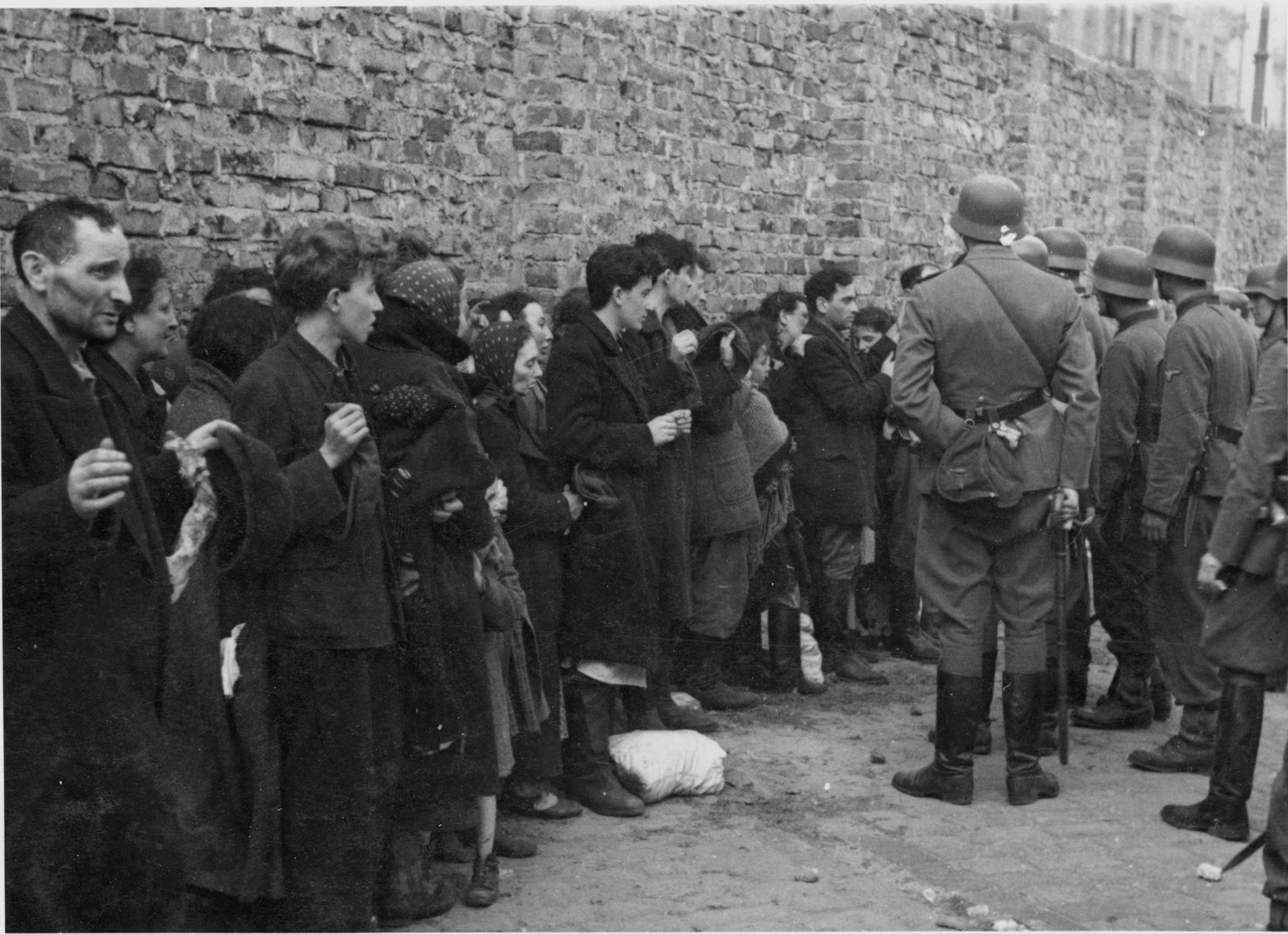
Una fila de judíos capturados son registrados e interrogados antes de ser enviados a la Umschlagplatz.

El Gueto de Varsovia fue el gueto más grande de la Europa Ocupada con cerca de 400.000 judíos concentrados en un área de 3,4 km² (7,2 personas por habitación). La policía nazi se encargaba en mayor medida de las deportaciones vía tren. A diario los ferrocarriles partían por partida doble desde Umschlagplatz (a primera hora de la mañana y a la media tarde). La mayor parte de los judíos que llegaron a Treblinka lo hicieron entre el 23 de julio y el 21 de septiembre de 1942. La operación estuvo dirigida desde la capital por el SS y Polizeiführer: Ferdinand von Sammern-Frankenegg.
El punto de inflexión del Gueto tuvo lugar el 18 de abril tras producirse nuevas matanzas por parte de las SS.

Hasta aquel día, no importa cuán difícil fuera la vida, los habitantes del Gueto sentían como su día a día y sus existencias, estaban cimentadas en algo consistente y duradero, sin embargo el 18 de abril, la vida del gueto empezó a diluirse bajo los pies de la gente. A partir de entonces, todos entendieron que el Gueto iba a ser liquidado, sin embargo, nadie se percató del destino que les aguardaba.
Marek Edelman

## Deportaciones

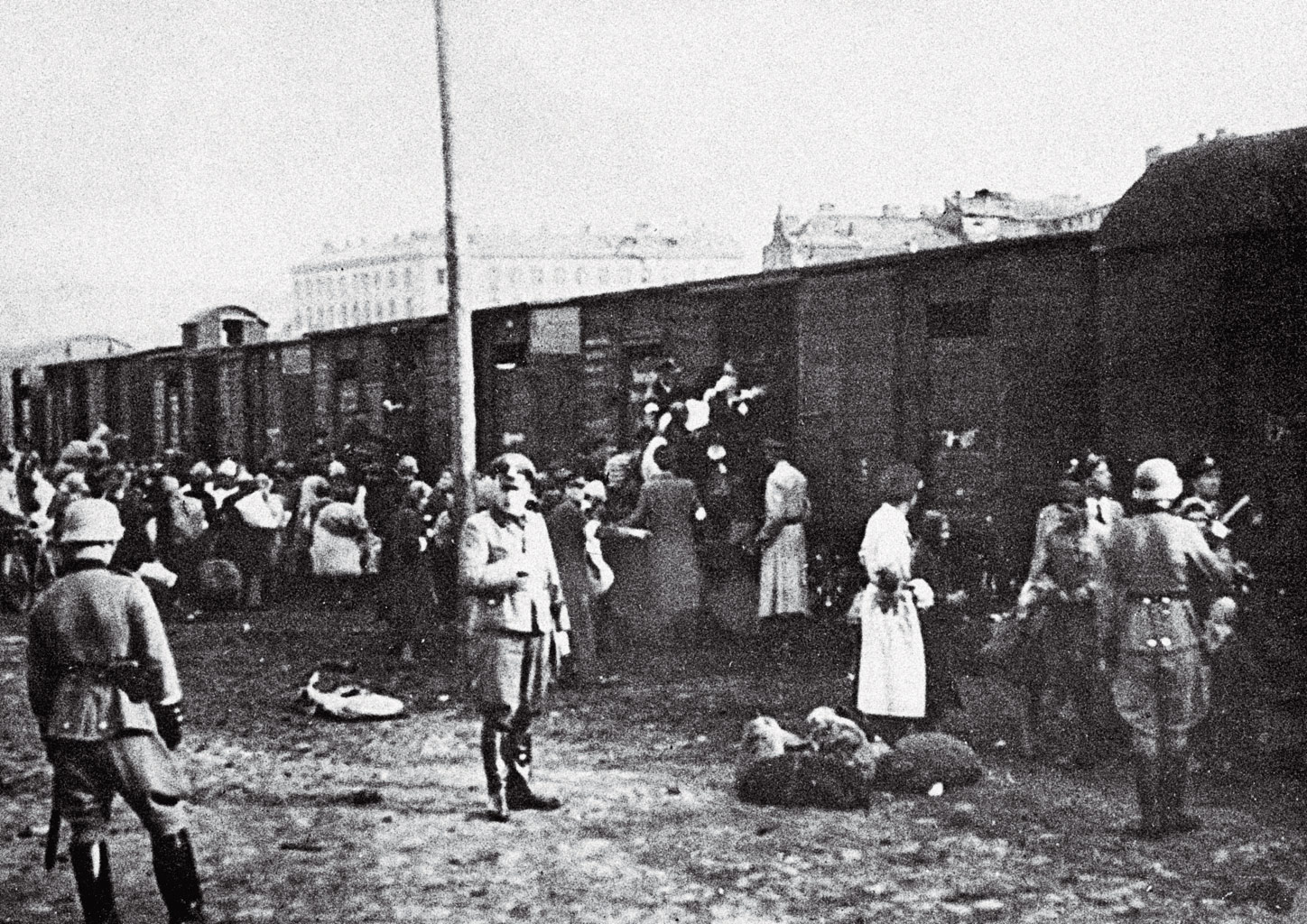
Los habitantes del Gueto subiendo al tren desde la Umschlagplatz

El 22 de julio de 1942, las SS, dirigidas por el Sturmbannführer: Hermann Höfle hizo un llamamiento al Judenrat a reunirse y tratar el asunto de los "reasentamientos en el este" ante el líder del consejo: Adam Czerniaków. Czerniaków terminaría por suicidarse y fue reemplazado por Marc Lichtenbaum. La población del Gueto no fue informada de las verdaderas razones y solo a finales de año fueron conscientes de que iban a ser deportados al campo de exterminio de Treblinka. Las deportaciones fueron supervisadas por la policía del gueto.
Durante los dos meses del verano del verano septentrional de 1942, entre 254.000 a 265.000 internos del Gueto fueron llevados a Treblinka. Otras fuentes apuntaron en cambio que podrían ser 300.000 si se cuentan a los que fallecieron en el transcurso de la liquidación del Gueto. La cifra exacta de fallecidos entre los habitantes del Gueto durante el transcurso de la Grossaktion pudo ser difícil de comparar, incluso con la liquidación del Gueto de la primavera siguiente y del Levantamiento donde murieron alrededor de 50.000 habitantes.
Los traslados de judíos se intensificó durante ocho semanas. Entre los deportados se encontraban pacientes de hospitales, huérfanos, y Janusz Korczak, médico y pedagogo al que varios amigos y admiradores polacos ofrecieron una oportunidad de escapar, pero que prefirió afrontar sus últimos días. A la llegar a Treblinka, estos marcharon a las cámaras de gas donde fueron asfixiados mediante monóxido de carbono tras hacerles creer que se trataban de duchas. Posteriormente, este método de ejecución sería llevado a Auschwitz. En septiembre, se construyeron nuevas cámaras de gas con las que agilizar el proceso de exterminio. En cuanto a la población civil, tenían prohibido acercarse al área.

El trágico final del Gueto podría no haber sido diferente, pero la situación hubiese sido diferente con un líder más fuerte. No cabe duda de que de haberse producido el alzamiento del Gueto entre agosto y septiembre de 1942 cuando aún habían 300.000 judíos recluidos, los alemanes podían haber pagado un precio más alto del que hicieron.
- David J. Landau

La mayoría de los judíos que quedaron, optaron por la resistencia, y una parte importante ayudó a la resistencia polaca. En 1942 se creó la Organización de Combatientes Judíos (ŻOB por sus siglas en polaco y הארגון היהודי הלוחם en hebreo) encabezado por Mordechai Anielewicz. Otro grupo de resistencia fue Armia Krajowa, cuyos miembros introdujeron munición y armas de contrabando. El 17 de abril de 1943 Heinrich Himmler relevó a Von Sammern-Frankenegg de su puesto debido a los pobres resultados frente a la resistencia del Gueto.
El 24 de abril, Ferdinand von Sammern-Frankenegg fue llevado ante un tribunal marcial por su inoperancia y fue enviado a Croacia, donde fallecería por una emboscada partisana.[cita requerida] Jürgen Stroop, quien fuera su sustituto, fue condecorado con la Cruz de Hierro por el Comandante Supremo de la Wehrmacht, General y Mariscal de Campo: Wilhelm Keitel.
Posteriormente, una vez acabada la guerra, Stroop fue juzgado por los estadounidenses y sentenciado a muerte, sin embargo no se llevó a cabo la pena. En su lugar, fue entregado a las autoridades polacas, los cuales, tras condenarle a la pena capital fue ejecutado el 8 de septiembre de 1951.